# Ischnotarsia bicolor
Ischnotarsia bicolor är en skalbaggsart som beskrevs av Künckel D'herculais 1887. Ischnotarsia bicolor ingår i släktet Ischnotarsia och familjen Cetoniidae. Inga underarter finns listade i Catalogue of Life.